# ハイドラックス
ハイドラックス（Hydraulx）は、アメリカのVFX制作会社である。2002年にグレゴイルとコリンのストラウス兄弟によって設立され、2005年にはハリウッドの大作映画において700ショットもの視覚効果を担当している。
経営者であるストラウス兄弟は映画『AVP2 エイリアンズVS.プレデター』において初めて監督業に乗り出し、続く『スカイライン -征服-』においては監督を務めただけでなく、ハイドラックスによる製作を実現した。

## 主な作品

### 映画
2000年代
- 2003年『ターミネーター3』 Terminator 3: Rise of the Machines
- 2003年『ルーニー・テューンズ:バック・イン・アクション』 Looney Tunes: Back in Action
- 2004年『トルク』 Torque
- 2004年『デイ・アフター・トゥモロー』 The Day After Tomorrow
- 2005年『ファンタスティック・フォー ［超能力ユニット］』 Fantastic Four
- 2005年『イーオン・フラックス』 Æon Flux
- 2005年『トリプルX ネクスト・レベル』 xXx: State of the Union
- 2005年『シャークボーイ&マグマガール 3-D』 The Adventures of Sharkboy and Lavagirl 3-D
- 2005年『コンスタンティン』 Constantine
- 2005年『ザ・フォッグ』 The Fog
- 2005年『シリアナ』 Syriana
- 2006年『X-MEN:ファイナル ディシジョン』 X-Men: The Last Stand
- 2006年『最凶赤ちゃん計画』 Little Man
- 2006年『ポセイドン』 Poseidon
- 2006年『スネーク・フライト』 Snakes on a Plane
- 2007年『300 〈スリーハンドレッド〉』 300
- 2007年『ファンタスティック・フォー:銀河の危機』 4: Rise of the Silver Surfer
- 2007年『ザ・シューター/極大射程』 Shooter
- 2007年『インベージョン』 The Invasion
- 2007年『光の六つのしるし』 The Seeker: The Dark is Rising
- 2007年『AVP2 エイリアンズVS.プレデター』 AVPR: Alien vs. Predator - Requiem
- 2008年『ジャンパー』 Jumper
- 2008年『インクレディブル・ハルク』The Incredible Hulk
- 2008年『デイブは宇宙船』 Meet Dave
- 2008年『ウォンテッド』 Wanted
- 2008年『地球が静止する日』 The Day the Earth Stood Still
- 2008年『オーストラリア』 Australia
- 2008年『ベンジャミン・バトン 数奇な人生』 The Curious Case of Benjamin Button
- 2008年『ベッドタイム・ストーリー』 Bedtime Stories
- 2009年『ワイルド・スピード MAX』 Fast & Furious
- 2009年『ウルヴァリン:X-MEN ZERO』 X-Men Origins: Wolverine
- 2009年『屋根裏のエイリアン』 Aliens in the Attic
- 2009年『2012』 2012
- 2009年『アバター』 Avatar

2010年代
- 2010年『妖精ファイター』 Tooth Fairy
- 2010年『パーシー・ジャクソンとオリンポスの神々』 Percy Jackson & the Olympians: The Lightning Thief
- 2010年『プレデターズ』 Predators
- 2010年『ザ・ウォーカー』 The Book of Eli
- 2010年『アイアンマン2』 Iron Man 2
- 2010年『ジョナ・ヘックス』 Jonah Hex
- 2010年『特攻野郎Aチーム THE MOVIE』 The A-Team
- 2010年『ナイト&デイ』 Knight and Day
- 2010年『ソーシャル・ネットワーク』 The Social Network
- 2010年『スカイライン -征服-』 Skyline
- 2010年『ザ・タウン』 The Town
- 2010年『ガリバー旅行記』 Gulliver's Travels
- 2011年『世界侵略: ロサンゼルス決戦』 Battle: Los Angeles
- 2011年『パイレーツ・オブ・カリビアン/生命の泉』 Pirates of the Caribbean: On Stranger's Tides
- 2011年『X-MEN:ファースト・ジェネレーション』 X-Men: First Class
- 2011年『グリーン・ランタン』 Green Lantern
- 2011年『空飛ぶペンギン』 Mr. Popper's Penguin
- 2011年『トワイライト・サーガ/ブレイキング・ドーン Part1』 The Twilight Saga: Breaking Dawn - Part 1
- 2011年『キャプテン・アメリカ: ザ・ファースト・アベンジャー』 Captain America: The First Avenger
- 2011年『テイク・シェルター』 Take Shelter
- 2012年『アベンジャーズ』 The Avengers
- 2012年『エイリアン バスターズ』 The Watch
- 2012年『トワイライト・サーガ/ブレイキング・ドーン Part2』 The Twilight Saga: Breaking Dawn - Part 2
- 2012年『LOOPER/ルーパー』 Looper
- 2012年『アウトロー』 Jack Reacher
- 2013年『ドン・ジョン』 Don Jon
- 2013年『大脱出』 Escape Plan
- 2013年『マチェーテ・キルズ』 Machete Kills
- 2013年『LIFE!』 The Secret Life of Walter Mitty
- 2014年『グランド・ブダペスト・ホテル』 The Grand Budapest Hotel
- 2014年『X-MEN:フューチャー&パスト』 X-Men: Days of Future Past
- 2014年『イントゥ・ザ・ストーム』 Into the Storm
- 2015年『カリフォルニア・ダウン』 San Andreas
- 2015年『ファンタスティック・フォー』 Fantastic Four
- 2015年『ハードコア』 Hardcore Henry
- 2016年『死霊館 エンフィールド事件』 The Conjuring 2
- 2016年『ミッドナイト・スペシャル』 Midnight Special
- 2016年『X-MEN:アポカリプス』 X-Men: Apocalypse
- 2016年『封神伝奇 バトル・オブ・ゴッド』 封神傳奇
- 2016年『マックス・スティール』 Max Steel
- 2016年『スペクトル』 Spectral
- 2017年『ベイウォッチ』 Baywatch
- 2017年『Death Note/デスノート』 Death Note
- 2017年『ジオストーム』 Geostorm
- 2017年『スカイライン -奪還-』 Beyond Skyline
- 2018年『ランペイジ 巨獣大乱闘』 Rampage

### テレビドラマ
- ストレンジャー・シングス 未知の世界(シーズン2) Stranger Things